# Onthophagus leomontanus
Onthophagus leomontanus är en skalbaggsart som beskrevs av Antoine Boucomont 1914. Onthophagus leomontanus ingår i släktet Onthophagus och familjen bladhorningar. Inga underarter finns listade i Catalogue of Life.